# 赤い涙/Beehive
「赤い涙／Beehive」（あかいなみだ／ビーハイブ）は、川田まみの3作目のシングル。2007年5月9日にジェネオンエンタテインメントから発売された。

## 概要
両A面シングルである。初回限定盤には「Beehive」のPVが収録されたDVDが付いている。2曲共にアルバム『SAVIA』に収録されており、「Beehive」はアレンジ曲として収録されている。

なお、川田はこの楽曲で初めて挿入歌を担当した。劇中内でも「赤い涙」の流れるシーンがあり、その場面で使用されている。

## 収録曲
1. 赤い涙
作詞：川田まみ／作曲・編曲：中沢伴行
  - アニメ映画『劇場版 灼眼のシャナ』挿入歌
  - 映画の中で重大なポイントとなる場面で使用されるため、本人曰く「そのシーンをより一層盛り上げられるような楽曲にしたかった」と発言している。
2. Beehive
作詞：川田まみ／作曲：中沢伴行／編曲：中沢伴行、尾崎武士
3. 赤い涙（Instrumental）
4. Beehive（Instrumental）

## プロモーションビデオキャスト
- 川田まみ

## プロモーションビデオスタッフ
- 総合プロデューサー：一法師康考（ファクトリーレコーズ）
- プロデューサー：石原裕久（DNA）
- ディレクター：森田一平（SALOON）
- カメラ：野口京子
- カメラ 1st：千葉史朗
- 照明：中川大輔（COVER）
- 照明1st：長晃由
- スタイリスト：前田千佳子（MORIS）
- ヘアー&メイクアップ：須賀千尋
- COLORIST：森誠二郎（IMAGICA）
- オンライン：後藤康二（インパクト）
- MAV：有川哲也（インパクト）
- プロダクションマネージャー：上山宣樹／黒川祥志（DAN）
- プロダクション：Dance Not Act
- 衣装提供：Milla Biflora／dicokick
- トータルプロデューサー：I've&ジェネオンエンタテインメント